# Танагра-короткодзьоб чорновола
Тана́гра-короткодзьо́б чорновола (Cnemathraupis eximia) — вид горобцеподібних птахів родини саякових (Thraupidae). Мешкає в Андах.

## Опис

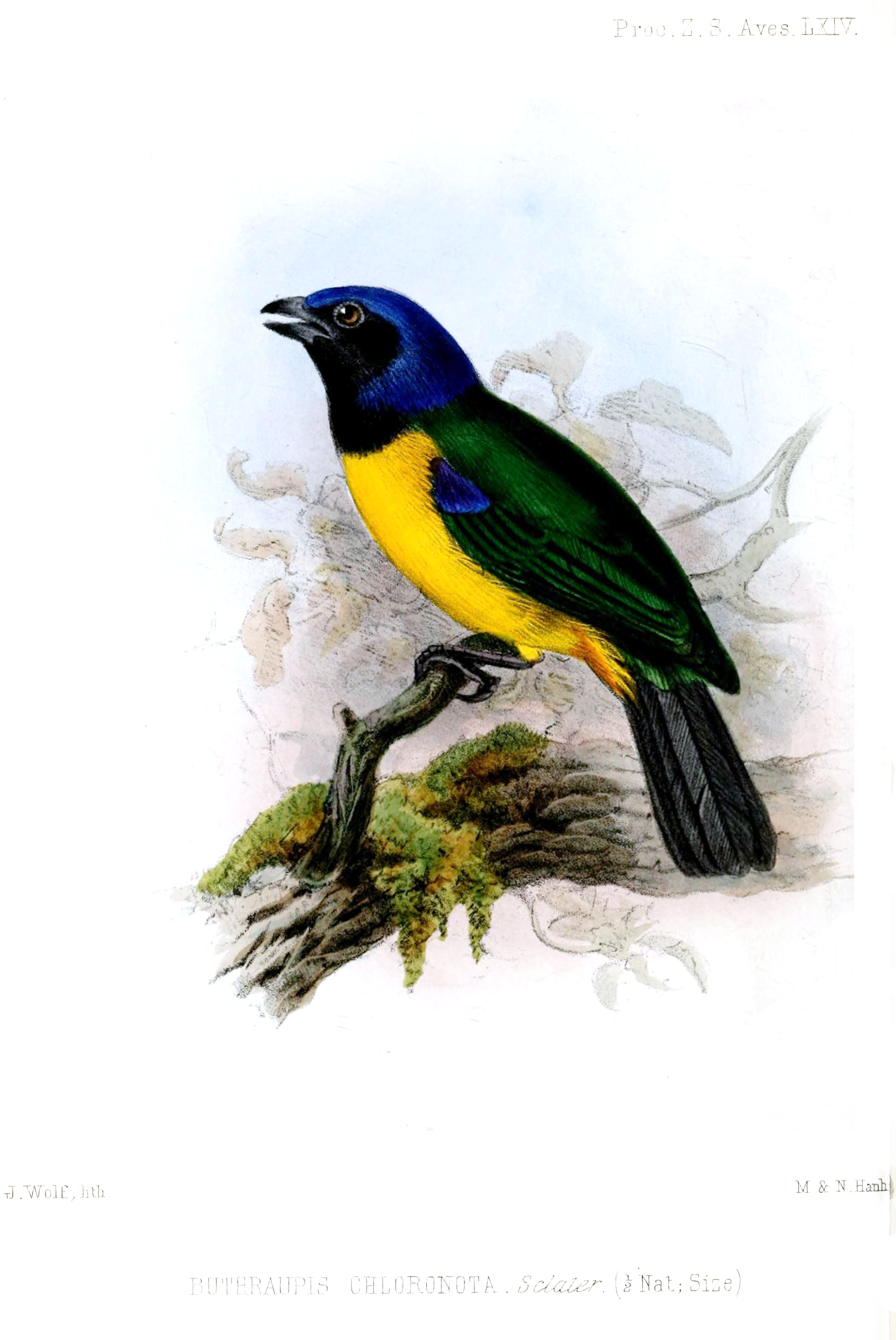
Чорновола танагра-короткодзьоб (підвид C. e. chloronota)

Довжина птаха становить 21-22 см, вага 63 г. Спина яскраво-темно-зелена, тім'я, потилиця і надхвістя темно-сині, крила і хвіст чорні. Третьорядні покривні пера крил сині, решта покривних пер крил, зокрема нижні покривні пера, мають чіткі темно-зелені краї. Голова з боків, горло і верхня частина грудей чорні, нижня частина грудей і живіт золотисто-жовті, на стегнах жовті плямки.

## Підвиди
Виділяють чотири підвиди:
- C. e. eximia (Boissonneau, 1840) — Східний хребет Колумбійських Анд і Анди на південному заході Венесуели (Тачира);
- C. e. zimmeri (Moore, RT, 1934) — Західний і Центральний хребти Колумбійських Анд;
- C. e. chloronota (Sclater, PL, 1855) — східні схили Анд на південному сході Колумбії (Нариньйо) і на північному заході Еквадору;
- C. e. cyanocalyptra (Moore, RT, 1934) — східні схили Анд на південному сході Еквадору і на півночі Перу.

## Поширення і екологія
Чорноволі танагри-короткодзьоби мешкають у Венесуелі, Колумбії, Еквадорі і Перу. Вони живуть на узліссях вологих гірських тропічних лісів і карликових лісів. Зустрічаються невеликими зграйками від 3 до 8 птахів, на висоті від 2800 до 3500 м над рівнем моря. Живляться плодами.